# ريكاردو كلارك
مايكل برادلي هو لاعب كرة قدم أمريكي ولد 10 فبراير 1983 في مدينة مانشستر بولاية نيوهامشير الأمريكية يلعب لمنتخب أمريكا لكرة القدم.

## وصلات خارجية
- ريكاردو كلارك على موقع الاتحاد الدولي (مؤرشف)  (الإنجليزية)
- ريكاردو كلارك على موقع الدوري الأمريكي (الإنجليزية)
- ريكاردو كلارك على موقع قاعدة بيانات كرة القدم.إي يو (الإنجليزية)
- ريكاردو كلارك على موقع ناشيونال فوتبول تيمز (الإنجليزية)
- ريكاردو كلارك على موقع Soccerbase.com (لاعب) (الإنجليزية)
- ريكاردو كلارك على موقع Soccerway.com (الإنجليزية)
- ريكاردو كلارك على موقع عالم كرة القدم.نت (الإنجليزية)
- ريكاردو كلارك على موقع AS.com (الإسبانية)